# Octaviania hinsbyi
Octaviania hinsbyi är en svampart som först beskrevs av Rodway, och fick sitt nu gällande namn av Gordon Herriot Cunningham 1938. Octaviania hinsbyi ingår i släktet Octaviania och familjen Boletaceae.   Inga underarter finns listade i Catalogue of Life.